# اوسوپو
اوسوپو (به ایتالیایی: Osoppo) یک کومونه در ایتالیا است که در استان اودینه واقع شده‌است.